# Things Just Ain't the Same
"Things Just Ain't the Same" är en låt framförd av den kanadensiska sångaren Deborah Cox, inspelad till soundtrackalbumet Money Talks - the Album (1997) från den amerikanska komedifilmen Money Talks (1997). Låten skrevs av Nicole Renée, Alfred Antoine och Andre Evans och producerades av Bob Antoine och Evans. "Things Just Ain't the Same" samplar "You Are Everything" (1971) framförd av den amerikanska soulgruppen The Stylistics. Låten misslyckades att nå topp-fyrtio på amerikanska singellistan men dansremixen nådde förstaplatsen på förgreningslistan Hot Dance Club Play.

## Bakgrund och utgivning
1995 erbjöds den kanadensiska sångaren Deborah Cox ett skivkontrakt av Clive Davis, skivbolagschef för Arista Records. Cox släppte sitt självbetitlade debutalbum samma år och efter medelmåttiga framgångar meddelades att hon skulle medverka på soundtrackalbumet till den amerikanska komedifilmen Money Talks (1997). Hennes låt, "Things Just Ain't the Same", inkluderades på innehållsförteckningen av albumet och gavs ut som albumets huvudsingel under sommaren 1997.

## Inspelning och komposition
"Things Just Ain't the Same" skrevs av Nicole Renée, Alfred Antoine och Andre Evans och producerades av Bob Antoine och Evans. Låten samplar "You Are Everything" (1971) framförd av den amerikanska soulgruppen The Stylistics. Den sistnämnda låtens textförfattare, Thomas Bell och Linda Creed, krediterades därför som låtskrivare på "Things Just Ain't the Same". I låten känner framföraren sentimentalitet över en krackelerad relation. 

## Mottagande och kommersiell prestation
"Tack gode gud för Deborah Cox. Hon levererade årets [1998] mest spelade och önskade låt här på KTU med 'Things Just Ain't the Same'. Hon har blivit en väldigt viktig artist för dansgemenskapen. Hon på egen hand hjälpte oss i år, både med hennes nattklubbsbesök men också med att göra dansmusiken populär bland allmänheten."
Musikjournalisten Larry Flick från Billboard Magazine var positiv i sin recension av låten i maj 1997. Han klargjorde att Cox fortsatte att bevisa ett hon hade potential att resa sig högre än många av dåtidens trendmedvetna unga R&B-sångare. Han fortsatte: "Jämförelserna med Whitney Houston har äntligen fått ett slut med den här färska jeep/R&B-dängan där Cox bevisar att hon är en fortsatt skiljbar stilist som någon dag kommer att vara en stor influens åt andra artister." Han avslutade recensionen med att skriva: "Utöver lite soulfylld värme på popstationerna kommer den här singeln troligtvis öka aptiten för Coxs andra studioalbum."
"Things Just Ain't the Same" noterades första gången på plats 56 på amerikanska R&B-listan Hot R&B/Hip-Hop Songs den 21 juni 1998. En vecka senare klättrade den till plats 42. Den 5 juli redogjorde Billboard att låten fortsatte att klättra på R&B-listan samtidigt som den för första gången noterades på Hot 100-listan på plats 79. Efter att låten klättrat till sina topp-positioner på listorna släpptes en remixversion av Arista Records som i september, 1997, tog sig till första platsen på USA:s danslista. Låten fortsatte att prestera liknande på dansmarknaden och blev en massiv radiohit och en av de mest efterfrågade danslåtarna på amerikansk radio under 1997.

## Musikvideo och liveframträdanden
Medan Deborah Cox framförde remixversionen på en nattklubb i New York för att marknadsföra singeln tillkännagav hon; "Det är en sån fantastisk genre [dansmusik]. Det går inte att matcha energin och kärleken man får från en publik på en nattklubb."

## Format och låtlistor
- Amerikansk CD-singel (I)

1. "Things Just Ain't the Same"
2. "Things Just Ain't the Same" [Remix]

- Amerikansk CD-singel (II)

1. "Things Just Ain't the Same" (Hex Hector's Club Mix)
2. "Things Just Ain't the Same" (Dance Radio Mix)
3. "Things Just Ain't the Same" (Hex's Club Instrumental)
4. "Things Just Ain't the Same" (Original Version)
5. "Things Just Ain't the Same" (Remix)

## Medverkande
Information hämtad från CD-singelns skivhäfte
- Deborah Cox – huvudsång, bakgrundssång
- Nicole Renée – låtskrivare
- Alfred Antoine – låtskrivare
- Andre Evans – låtskrivare
- Thomas Bell – låtskrivare
- Linda Creed – låtskrivare
- Bob Antoine – producent, ljudtekniker
- Andre Evans – producent
- David Way – ljudmix
- Keith Andes – sångproducent

## Topplistor
| Listor (1997)                         | Högsta listplacering |
| ------------------------------------- | -------------------- |
| Kanada (Canadian Hot 100)             | 29                   |
| USA Billboard Hot 100                 | 56                   |
| USA Hot R&B/Hip-Hop Songs (Billboard) | 22                   |
| USA Hot Dance Club Play (Billboard)   | 1                    |